# Аляты
Аля́ты (бур. Аляата) — село в Аларском районе Усть-Ордынского Бурятского округа Иркутской области. Административный центр муниципального образования «Аляты».

## География
Расположено в 48 км к юго-западу от районного центра, посёлка Кутулик, по восточному и южному берегам Алятского озера, на высоте 495 метров над уровнем моря.

## История
Исследователь Жан Зимин утверждал, что село было основано хонгодорами. На 1854 год упоминается улус Алятский, где числилось 10 ревизских душ.

## Население
| 2002 | 2010 | 2011 | 2012 |
| ---- | ---- | ---- | ---- |
| 913  | ↘739 | ↘736 | ↘730 |

Национальный состав
В селе проживают несколько вепсов — представителей коренного малочисленного финно-угорского народа, которые приехали сюда в период Столыпинской реформы.

## Инфраструктура
В 2008 году в селе Аляты открыт молокоприёмный пункт. 
В селе функционируют школа, магазин, фельдшерско-акушерский пункт, детский сад..

## Улицы села
Состоит из 8 улиц:
- Заозерная
- Зимина
- Молодежная
- Нагорная
- Озёрная
- Почтовая
- Центральная
- Школьная

## Известные люди
- Барцева, Софья Базыровна — советская бурятская балерина, танцовщица, Заслуженная артистка Бурятской АССР, Народная артистка Бурятской АССР, солистка Бурятского государственного театра оперы и балета имени Г. Ц. Цыдынжапова (1946―1954), солистка Бурятского государственного ансамбля песни и танца «Байкал» (1954―1963), кавалер Ордена «Знак почёта»[6].